# Le Chancellor
Pour les articles homonymes, voir Chancellor (homonymie).
Le Chancellor est un roman d'aventures de Jules Verne, paru en 1874. Il se présente comme le Journal du passager J.-R. Kazallon et raconte l'épopée des naufragés du navire anglais le Chancellor, entre le 27 septembre et le 27 janvier de l'année suivante.
Ce roman – qui n'est pas l'un des plus connus de Jules Verne – est à la fois un roman d'aventures maritime et un roman initiatique, inspiré principalement par l'épisode du radeau de la Méduse survenu en 1816. L'action se déroule dans le huis-clos du navire en perdition et Jules Verne y aborde des thèmes modernes comme la sélection naturelle ou le retour à la barbarie dans des circonstances extrêmes, mais conserve des éléments plus classiques comme la rédemption finale du narrateur-passager et son salut.

## Historique
Commencé en 1870, le roman paraît pour la première fois du 17 décembre 1874 au 24 janvier 1875 sous forme de feuilleton dans Le Temps, puis est repris en volume relié, illustré par Édouard Riou, en 1875 dans la série des Voyages extraordinaires chez Hetzel.

## Résumé
Faisant voile de Charleston en Caroline du Sud à Liverpool avec vingt-huit personnes à bord et une cargaison de coton américain, le Chancellor suit une direction qui inquiète ses passagers et suscite des doutes sur la santé mentale du capitaine. Un incendie se déclare dans la cargaison et fait rage pendant plusieurs jours avant de s'éteindre à la faveur d'une tempête. Mais le navire s'échoue sur un îlot basaltique et le second, Robert Kurtis, qui a pris le commandement, procède à des réparations en espérant remettre le navire à flot et atteindre la Guyane. Malheureusement, le Chancellor fait eau de toutes parts et la chaloupe a été détruite lors d'une tempête précédente. L'ex-capitaine, un passager et trois matelots s'enfuient alors à bord d'une baleinière, abandonnant leurs compagnons qui construisent un radeau. Ils ne sont plus que dix-huit lorsqu'ils abandonnent le navire. Les vivres et l'eau sont sévèrement rationnés, une tempête fait de nouvelles victimes. Trois mois après le départ de Charleston, les passagers du radeau à la dérive ignorent tout de leur position et les vivres commencent à manquer. Un des survivants prend quelques poissons avec les seuls appâts dont ils disposent : des lambeaux de chair humaine, mais l'expérience s'arrête là et, lorsqu'un des survivants se suicide, une partie de l'équipage se livre au cannibalisme. Plusieurs naufragés sombrent dans la folie et, en désespoir de cause, les autres doivent se résigner à tirer au sort celui d'entre eux qui sera mangé.

## Le roman: métaphore de son temps?
Lorsque Jules Verne termine son roman, il annonce à son éditeur : « Je vous apporterai donc un volume d'un réalisme effrayant. […] Je crois que le radeau de la Méduse n'a rien produit de si terrible. » Le roman, en effet, s'écartait de la formule habituelle de Jules Verne : une intrigue à rebondissements, des personnages sérieux mais aussi comiques, des situations fournissant un prétexte à des digressions scientifiques. Ici, l'action se réduit au huis clos d'une poignée de naufragés. La didactique géographique des premiers romans devient impossible puisque les survivants ne savent ni où ils sont, ni où ils vont. La nature n'est plus un champ d'observation émerveillée mais un piège mortel. Loin de voler de victoire en victoire, les protagonistes sombrent les uns après les autres dans la folie, la barbarie et la mort. Le dénouement heureux laisse un goût d'amertume car le hasard seul (ou la Providence ?) a sauvé les derniers survivants de la déchéance. Jules Verne, qui avait habitué ses lecteurs à la peinture optimiste de la marche irrésistible du progrès entre les mains d'une humanité prométhéenne, décrit ici des hommes en pleine régression vers la barbarie. Le public habituel ne fut pas au rendez-vous et les ventes du Chancellor furent décevantes.
Pourtant, Verne fait ici figure d'innovateur. Il choisit de donner à son récit la forme d'un journal intime, à la manière d'un journal de bord. Ce souci de donner à un roman une forme non romancée pour en asseoir la crédibilité n'est pas nouveau, puisqu'il existe déjà dans les fausses correspondances du roman épistolaire, les fausses autobiographies du roman picaresque ou du roman d'aventures (ce que fera également Daniel Defoe avec son Robinson Crusoé), les faux manuscrits prétendument retrouvés puis publiés par les narrateurs du roman gothique ou les fausses confessions recueillies par un narrateur patient (dans le Frankenstein de Mary Shelley, par exemple). Ce qui différencie le roman de Jules Verne de ceux qui l'ont précédé, c'est l'usage du présent continu pour la narration. Le temps par excellence de la narration à l'époque de Jules Verne était le passé simple. Si l'on trouve l'usage du présent dans des écrits antérieurs, notamment La Chanson de Roland, William Butcher observe que « c'est à Jules Verne, sauf preuve du contraire, que va l'honneur singulier d'être le premier à avoir exploité cette forme tout au long d'un roman ». Citant des passages tels que : « Je sens les planches du pont fléchir sous mes pieds. Je vois l'eau monter autour du navire, comme si l'océan se creusait sous lui ! », le critique remarque que la « force de ces passages provient de ce que la structure, le style et le contenu y agissent de pair pour confronter le lecteur directement avec l'aventure vécue, pour le faire participer pleinement à l'initiation ».
Ce parti pris est directement lié au désir de Jules Verne de faire vivre au lecteur, à travers les yeux et l'esprit d'un narrateur problématique, la situation d'un homme dont les valeurs se heurtent à l'impérieuse nécessité de la survie et que les circonstances poussent à tomber dans un état de sauvagerie qui, la veille encore, lui faisait horreur. L'utilisation du présent contribue donc à ce réalisme terrible que Jules Verne compare à celui de Géricault, le peintre du Radeau de la Méduse, qui avait fait sensation lors de sa présentation au salon de 1819 et divisé la critique. Passant du récit au discours, Jules Verne abandonne la forme de l'histoire extraordinaire qui avait fait son succès pour écrire un long monologue dramatique sur la société et les hommes. On peut cependant remarquer l'incohérence manifeste entre la nature du texte qui serait un journal rédigé au jour le jour avec soin du détail et les conditions de sa rédaction en des circonstances de péril immédiat et de difficultés majeures et sans nombre.
Lorsqu'il commence la rédaction du Chancellor en 1870, la France est encore sous le choc de la guerre. L'amertume d'une défaite que l'on imputait au haut commandement militaire, l'humiliation du traité de paix, l'échec de la Commune de Paris et le souvenir fratricide du bain de sang dans lequel elle s'est terminée, la fin du second Empire et l'incertitude du présent ont sérieusement entamé l'optimisme des années cinquante et soixante. « D'un côté des fous furieux […] des barbares, de l'autre des bourgeois égoïstes, indifférents », écrit Jules Hetzel dans une lettre. Mettant en parallèle le naufrage du Chancellor de celui de l'utopie saint-simonienne, Jean-Paul Dekiss voit, dans le roman, une métaphore de son époque. Et, en effet, on y retrouve les ingrédients de ce que Zola appellera un peu plus tard La Débâcle : même faillite des élites dirigeantes qui entraînent tout le groupe à la dérive, même indifférence et même égoïsme du commandant et des bourgeois nantis, Ruby et Kear, mêmes exemples de barbarie au sein du peuple incarnés par les personnages des matelots Owen et du cuisinier Jynxtrop.

## Les personnages

### Liste des personnages

#### L'équipage
- Le capitaine du navire, John Silas Huntly, irrésolu, lâche et incompétent, laisse le commandement à son second ; la façon dont il abandonne le navire et les passagers en s'enfuyant à bord d'une des chaloupes montre qu'il n'était pas à la hauteur de ses responsabilités de « seul maître à bord ». Il finit probablement noyé.
- Robert Kurtis, le second, est le dernier à quitter le Chancellor lorsque celui-ci sombre définitivement, prouvant qu'il est digne d'être le nouveau capitaine de l'expédition. Énergique et raisonné, il est soutenu jusqu'au bout par l'espoir d'un sauvetage et il est toujours prêt à prêter la main pour mettre en œuvre de nouvelles mesures pour assurer leur survie. Il fera partie des survivants.
- Le lieutenant Walter, personnage falot, atteint de phtisie, meurt sur le radeau.
- Hobbart, maître d'hôtel, veule et dissimulé ; il cache de la nourriture au lieu de partager et finit par se suicider une fois arrivée la fin de ses provisions.
- Jynxtrop, cuisinier africain, mauvais sujet, insolent et égoïste. Il finit par sombrer dans la folie et se jeter à la mer au milieu des requins.
- Le bosseman du Chancellor, personnage énergique, loyal, excellent marin, survit au naufrage. La faim le pousse cependant vers la fin à abandonner toute charité humaine et à ne plus voir ses compagnons que comme des réserves potentielles de nourriture.
- Daoulas, charpentier de marine, compétent et expérimenté.
- Owen, personnage de mauvais sujet, égoïste et rebelle à l'autorité ; il ne survivra pas.
- O’Ready : il a survécu à plusieurs naufrages grâce à son sang-froid et sa sagesse instinctive. Il meurt peu de temps avant la fin du roman.
- Austin, Burke, Flaypol, Sandon et Wilson sont des membres de l'équipage.

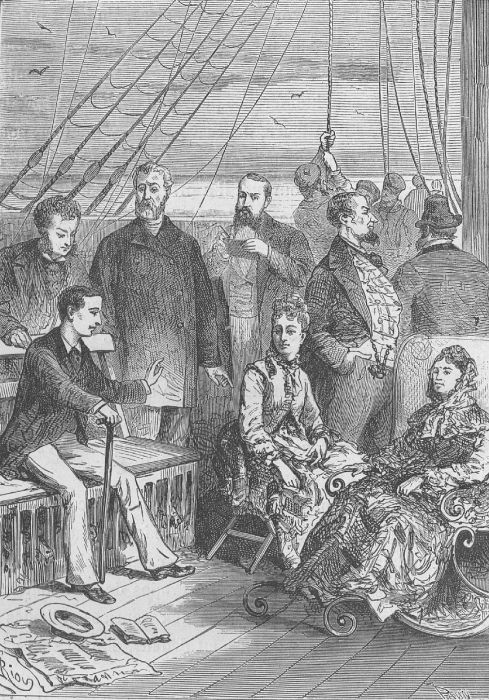
Les passagers au départ de Charleston.

#### Les passagers
- William Falsten, ingénieur, originaire de Manchester ; homme froid et rationnel ; un des survivants qui résistent le mieux aux épreuves.
- Miss Herbey, anglaise, demoiselle de compagnie de Mme Kear ; personnage angélique qui survit grâce à sa foi inébranlable.
- J.-R. Kazallon, le narrateur, personnage cultivé et raisonnable mais imparfait ; sur la fin, il éprouve la plus grande difficulté à ne pas se laisser aller au désespoir ou à la sauvagerie.
- M. et Mme Kear, deux riches Américains de Buffalo ; bornés, arrogants, égoïstes, ils n'ont aucune chance de survivre. M. Kear fuit sur la baleinière avec l'ancien capitaine et trois matelots, abandonnant sa femme sur le navire. Souffrante, cette dernière ne s'en aperçoit pas et finit par mourir peu de temps après.
- M. Letourneur et son fils André, un infirme, deux Français du Havre ; cultivés, généreux, dévoués l'un à l'autre et capables d'un héroïsme moral admirable, ils seront parmi les survivants.
- John Ruby, négociant, originaire de Cardiff ; personnage d'imbécile parvenu destiné à être la première victime.

### Mise en scène des personnages

#### Jules Vernephysionomiste
Jules Verne attachait beaucoup de crédit aux travaux des physionomistes, notamment à ceux de Lavater et de Louis Pierre Gratiolet, auteur d’une théorie De la physionomie et des mouvements d'expression, parue chez son éditeur, Hetzel, en 1865. Selon Gratiolet, « chaque organe répond à une fonction déterminée et les muscles du visage ont pour mission d’exprimer l’état d’esprit. Ils témoignent "avec une absolue évidence" que nos sensations concordent étroitement avec notre nature propre ».
Les portraits tracés par Jules Verne témoignent de cette conviction. « Sans être un physionomiste de premier ordre, » annonce modestement le narrateur, « il me semble que je puis déjà juger le capitaine Huntly, bien que je ne le connaisse que depuis quelques heures. » Du passager Kear, il nous dit : « Il se rengorge comme un paon, "il se flaire, il se savoure, il se goûte", pour employer les termes du savant physionomiste Gratiolet. Enfin, c’est un sot doublé d’un égoïste. » Le capitaine Huntly, lui, exhibe sur sa physionomie et dans son allure les symptômes de sa lâcheté et de son incompétence : « Ce n’est pas, ce ne peut être un homme énergique, pas même un homme entêté, car ses yeux ne se contractent pas, sa mâchoire est molle, ses poings n’ont pas une tendance habituelle à se fermer. » Lors du naufrage, il est, nous dit le narrateur, « absolument démoralisé – ce qui était facile à prévoir ».
Aussi faciles à lire sont les symptômes de la force et de la compétence sur le visage du second, l'héroïque Kurtis (« Je suis frappé des symptômes que présentent sa puissance et son expansion vitale. Il est là, le corps droit, l’allure aisée, le regard superbe, les muscles sourciliers à peine contractés. ») et ceux de la bassesse et de la traîtrise sur la physionomie bestiale du matelot Owen (« Ses lèvres sont repliées en dedans, et ses yeux fauves sont marqués d’un point rouge à la jonction des paupières. Il a le nez droit, les oreilles très écartées, le front profondément plissé par des rides méchantes. »).

#### Lasélection naturelle
L'épisode du naufrage de la Méduse tel que l'avait rapporté le chirurgien Savigny avait indigné le public, car il semblait que les forts avaient sacrifié les faibles avec un incroyable égoïsme. Certaines remarques du narrateur de Jules Verne montrent que l'auteur était conscient de la sélection naturelle qui s'opère dans les conditions extrêmes telles que celles qui sévissent à bord du navire puis du radeau. « Si un seul doit survivre, Falsten sera celui-là », remarque Kazallon en observant l'ingénieur. Mais, contrairement à ce qui s'était passé à bord de la Méduse, la sélection ne se fera ni sur des critères sociaux, ni physiques, puisque des personnages aussi frêles que le jeune infirme André Letourneur ou aussi démunis que miss Herbey survivront à toutes les épreuves, alors que les riches bourgeois comme Kear et Ruby ou les athlètes comme Jinxtrop seront éliminés. La sélection qui va décimer les naufragés du Chancellor va se faire sur des critères comportementaux et moraux, Jules Verne distinguant les traits qui mettent en péril les individus et le groupe de ceux qui leur permettent de survivre tout en aidant leurs compagnons.
Parmi les traits défavorables, il épingle la lâcheté physique, la sottise et l'égoïsme, les trois allant souvent de pair chez les personnages qui n'ont aucune chance de survie. La première victime du Chancellor est le médiocre Ruby qui, ayant consacré son existence à « acheter et vendre », « ne pense pas, ne réfléchit plus ». Il met en péril la vie des autres en important une substance explosive à bord (du picrate de potassium), puis, rendu fou de terreur par l'incendie, se jette dans la fournaise. Il sera suivi du capitaine Huntly, lâche et incompétent, de M. Kear, sot et égoïste, et de trois matelots que leur cupidité aveugle : « Le misérable a abandonné sa femme ! L’indigne capitaine a abandonné son navire ! Et ils nous ont enlevé ce canot, c’est-à-dire la seule embarcation qui nous restât. » Or cette fuite les met en danger : aucun ne survivra. Le décès suivant est celui de Mme Kear, prostrée depuis le début des événements ; égoïste et stupide, elle n'a aucune ressource morale qui lui permette de survivre. Elle est suivie de « deux marins et un novice » qui « perdant la tête, se jettent à la mer ». Toutes les morts qui suivent affectent les personnages égoïstes et nuisibles, comme les mutins Owen et Jynxtrop. Il est assez ironique que les premiers mots prononcés par Owen lorsque le lecteur fait connaissance avec lui soient : « Chacun pour soi », puisque c'est justement cette philosophie qui le conduit à sa perte.
Les traits favorables sont évidemment leurs contraires : le courage, moral d'abord, physique ensuite, l'intelligence, l'altruisme sont les qualités qui assurent la survie des individus et favorisent celle du groupe. Les individus courageux gardent leur sang-froid et ont donc plus de chance de faire face au danger, ils sont plus résistants au désespoir qui mine leurs compagnons, plus résistants aussi à la folie qui les menace, ce qui leur permet de prendre des décisions rationnelles et non dictées par l'émotion.
L'intelligence, le savoir, la raison et la culture sont des traits que Jules Verne valorise particulièrement. Il admire aussi bien le bosseman qui « n’a pas d’autre guide que son instinct de marin, qui est infaillible », que le matelot O'Ready, vieux sage qui a survécu à plusieurs naufrages et se montre plein d'expérience, ou l'ingénieur Falsten qui, grâce à son savoir de chimiste, réussit à remettre le navire à flot en faisant exploser la barrière de roches qui les retient prisonniers. De façon symbolique, le même explosif qui avait mis leur vie en danger entre les mains ignorantes de Ruby devient, entre celles de Falsten, le moyen de leur survie.
Ce sont les passagers cultivés ou curieux qui sont capables de prendre de la distance par rapport aux difficultés de la situation, en tournant leur attention ailleurs et en distrayant leurs compagnons : « Je n’ai jamais mieux apprécié André Letourneur que dans les circonstances actuelles. Cet aimable jeune homme est l’âme de notre petit monde. Il a un esprit original, et les aperçus nouveaux, les considérations inattendues abondent dans sa manière d’envisager les choses. Sa conversation nous distrait, nous instruit souvent. » Lorsqu'ils sont échoués sur l'îlot volcanique, le narrateur et les deux Letourneur mettent leur oisiveté à profit pour aller l'explorer. Ce n'est d'ailleurs pas seulement un passe-temps égoïste mais une entreprise utile à la collectivité : « C’est une occasion de quitter le navire pendant quelques heures et d’étudier un sol dont l’origine est assurément curieuse. Il importe, d’ailleurs, que le plan de ce récif, qui n’est pas indiqué sur les cartes, soit relevé avec soin. »
Car la qualité la plus favorable à la survie, individuelle ou collective, est le dévouement aux autres. C'est miss Herbey, qui refuse jusqu'au dernier moment d'abandonner une employeuse égoïste et capricieuse, qui veille sur les derniers moments du lieutenant Walter, qui ne profère jamais une seule plainte et dont l'intervention finale pour sauver M. Letourneur sauvera non seulement les corps, mais les âmes de ses compagnons. C'est le vieux M. Letourneur, qui fait semblant d'avoir mangé pour donner sa part à son fils, qui s'offre en sacrifice pour être certain que son fils sera épargné, et le jeune André, qui veille sur son père et sur miss Herbey, et, enfin, c'est le personnage admirable du second.

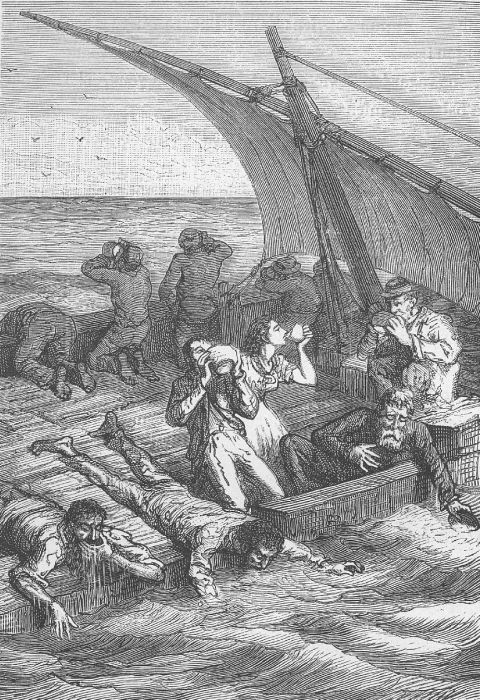
Les survivants à l'arrivée près de l'embouchure de l'Amazone.

Les récits de naufrages avaient souligné le rôle capital joué par les officiers, soit qu'ils fussent incompétents, soit qu'ils fussent au contraire exemplaires, comme c'est le cas de Kurtis. Celui-ci possède toutes les qualités de ses compagnons : à l'instinct de marin du bosseman, « il joint les connaissances d’un savant ». Son courage physique est à toute épreuve, son courage moral également et il reste dans les pires difficultés d'un sang-froid et d'un optimisme inébranlable. Son dévouement pour les autres est total. Il risquera sa vie pour sauver le médiocre Huntly. Enfin, c'est un chef et le narrateur ne tarit pas d'éloges : « Il se multiplie, il est partout ; nulle difficulté ne se présente qu’il ne soit prêt à résoudre ; il encourage ses matelots de la parole et du geste, et il est devenu l’âme de cet équipage qui n’agit que par lui. »

#### Le retour à la sauvagerie
Cependant, la frontière est fragile entre la civilisation et la sauvagerie. Les illustrations de Riou font ressortir la différence entre les figures prospères et élégantes des passagers au moment du départ et celles, maigres et dépenaillées, des derniers survivants. Mais, ce qui intéresse Jules Verne, c'est la façon dont les victimes préservent ou abandonnent leur humanité à l'intérieur et non à l'extérieur. Le narrateur est d'ailleurs un de ceux que la tentation de la sauvagerie commence à déshumaniser, ce qui met le lecteur en situation de reconnaître l'héroïsme de ceux qui résistent jusqu'au bout. Claire Caillaud observe que « Jules Verne souligne […] le clivage qui s’opère, selon lui et selon les modèles culturels conventionnels, à l’égard du tabou alimentaire entre gens civilisés et hommes du peuple. Le cannibalisme ne peut être le fait que des barbares ». Or, le narrateur, qui apparaît au début comme une de ces personnes civilisées, voit avec horreur croître en lui la tentation du cannibalisme. Jules Verne commence par d'infimes détails, mais il leur donne du poids : lorsque, après une semaine sans manger, les naufragés pêchent enfin de l'espadon, ils se jettent sur la chair crue du poisson et seuls, note le narrateur avec une certaine honte, « Robert Kurtis, André Letourneur et miss Herbey ont la force d’attendre » et de cuire le poisson. Une nuit, il se réveille et découvrant un morceau de lard mis de côté par Hobbard, le vole, causant le suicide de sa victime. Chaque événement est une épreuve qui entame un peu plus le vernis de la civilisation et l'objectif de Verne est justement de montrer que dans des circonstances extrêmes, le clivage tient à peu de choses.

## Sources du roman
En 1852, Alexandre Dumas avait publié un recueil de quatre nouvelles intitulé Les Drames de la mer La première, basée sur la relation du capitaine Willem Ysbrantsz Bontekoe, raconte le drame du Nieuw-Hoorn survenu en 1619 à la suite d'un incendie qui avait obligé l'équipage à se réfugier dans une chaloupe. Les hommes, rendus fous par la faim, avaient décidé de manger les mousses. La troisième nouvelle, La Junon, raconte l'histoire d'un navire à la dérive en raison d'une voie d'eau. Le récit de ce naufrage était déjà paru dans la Bibliothèque géographique et instructive des jeunes gens, ou recueil de voyages intéressants, dans toutes les parties du monde, Pour l'instruction et l'amusement de la jeunesse, publiée à Paris et Amsterdam entre 1804 et 1813. Le tome 9 de la première année était illustré par une gravure montrant le navire échoué sur un îlot. Ce naufrage était connu par le récit qu'en avait fait l'un des survivants, le second de la Junon, MacKay. Or, Jules Verne cite le trois-mâts la Junon (chapitre XXV) comme exemple au moment où les passagers du Chancellor espèrent pouvoir le remettre à flot. « Pendant plus de vingt jours, ce bâtiment est resté ainsi suspendu entre deux eaux. Passagers et matelots s’étaient réfugiés dans les hunes, et, la terre ayant été enfin signalée, tous ceux qui avaient survécu aux fatigues et à la faim furent sauvés. C’est un fait trop connu dans les annales de la marine pour qu’il ne me revienne pas en ce moment à l’esprit ! »
Enfin, la quatrième nouvelle du recueil de Dumas, Le Kent, raconte un incendie à bord d'un navire, compliqué par la menace d'explosion de la réserve de poudre, incident qui n'est pas sans évoquer le produit explosif (« picrate de potasse ») que le négociant Ruby a importé clandestinement à bord et que l'incendie du Chancellor menace de faire exploser.

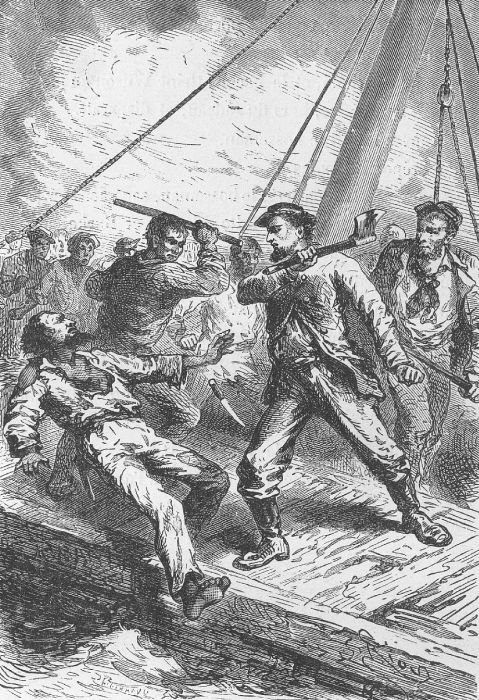
Mutinerie à bord du radeau.

Mais, comme le remarque Odile Gannier à propos du roman maritime : « Le paradigme des scènes et des motifs vraisemblables et crédibles à bord est relativement limité. » Les récits de naufrages se ressemblent souvent avec des péripéties stéréotypées, incendies, explosions, écueils de toutes sortes, pénurie de vivres ou nourriture avariée, tempêtes. La situation à bord, après le désastre, dépend beaucoup de la personnalité du capitaine. Les rumeurs de cannibalisme sont déjà évoquées dans différentes narrations dès le XVIe siècle, comme l'atteste un autre ouvrage paru en 1877, Les naufrages célèbres, de Zurcher et Margollé, publié par la librairie Hachette. On trouve également un épisode de cannibalisme dans La Salamandre, d'Eugène Sue, et Les Aventures d'Arthur Gordon Pym, d'Edgar Allan Poe, dont Charles Baudelaire rédige une traduction française publiée en 1858 et pour lesquelles Verne écrira une suite, Le Sphinx des glaces. Ce dernier roman contient notamment une scène où les survivants d'un naufrage s'en remettent au sort pour désigner celui qui sera mangé.
L'actualité d'ailleurs fournissait de nouvelles tragédies : le 11 novembre 1854, le Sarah Sands, un navire britannique, avait failli sombrer à la suite d'un incendie compliqué par une explosion. Grâce au sang-froid et à la bravoure d'une partie de l'équipage, il n'y avait pas eu de victime grave, mais l'épisode, dont Rudyard Kipling rédigera un compte rendu dans Land and Sea Tales en 1923, avait joui d'une grande notoriété dans la presse. En 1872 disparaissait l'équipage de l’Amazon, retrouvé dérivant en mer, désert mais intact, dont la légende fera la Marie-Céleste. Une des explications était que le capitaine avait fait évacuer le navire intempestivement et que la chaloupe se serait perdue en mer. C'est ce qui arrive aux occupants de la baleinière qui abandonnent le Chancellor.

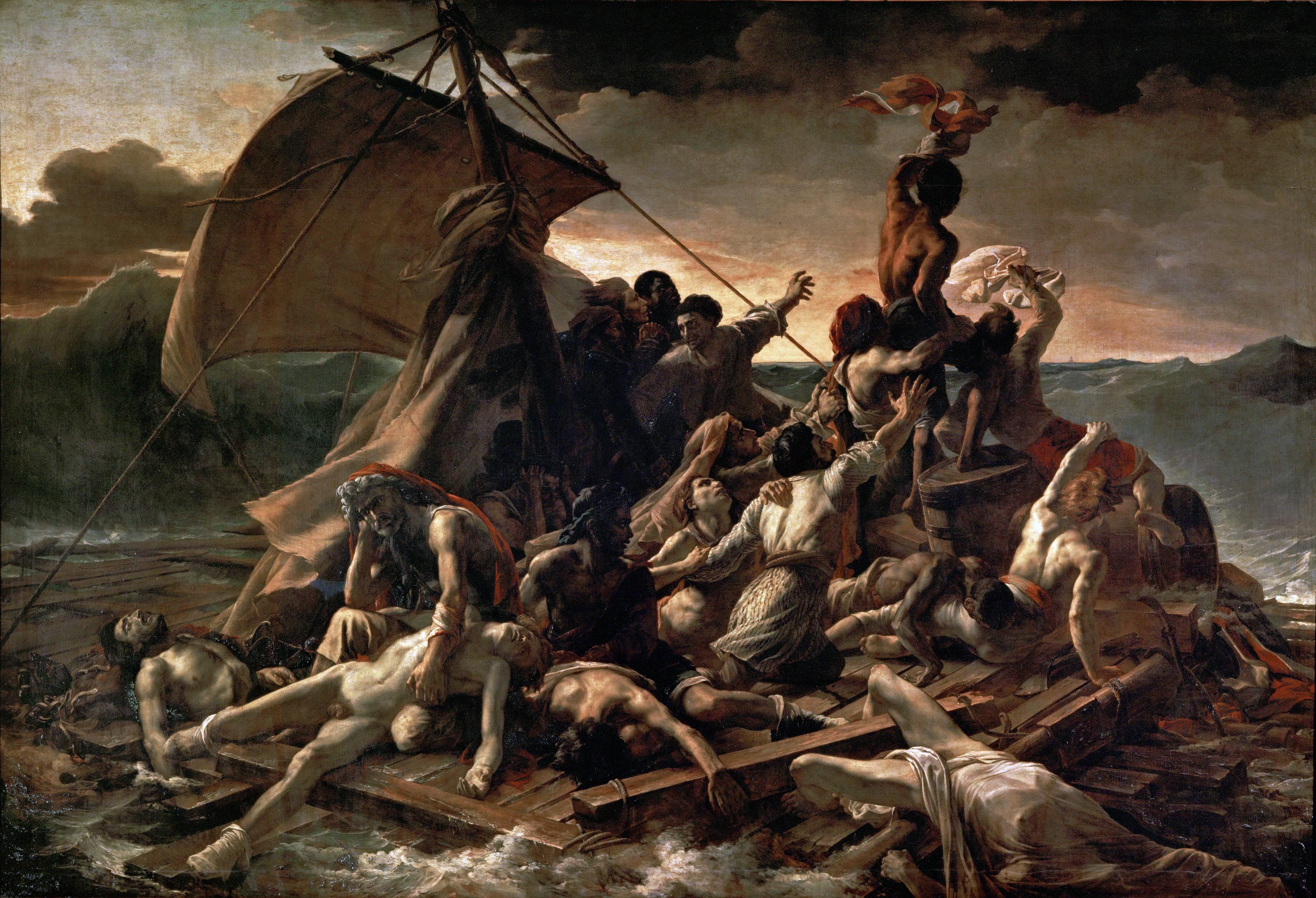
Le Radeau de la Méduse.

Cependant, c'est surtout l'épisode du radeau de la Méduse (1816) qui est cité par les critiques comme source d'inspiration principale de Jules Verne. Rescapé du naufrage, le chirurgien Savigny rédige un rapport qui paraît dans le Journal des débats du 13 septembre 1816. En 1817 paraît une relation du naufrage de La Méduse écrite conjointement avec l’ingénieur géographe Corréard, autre survivant qui se trouvait également à bord du fameux radeau. Cette première édition sera suivie de plusieurs rééditions. En 1824 paraît également La Chaumière africaine ou Histoire d'une famille française jetée sur la côte occidentale de l'Afrique à la suite du naufrage de la frégate la Méduse, de Charlotte-Adélaïde Dard, qui a, elle, survécu au naufrage à bord d'une des chaloupes et dont le récit coïncide pour la première partie avec celui de Savigny et Corréard. Leurs rapports contiennent des éléments qui se retrouvent transposés dans le roman de Jules Verne : l'incapacité du capitaine, l'impossibilité pour les officiers de pouvoir faire valoir un point de vue raisonnable, l'échouage sur un récif, les voies d'eau, la construction d'un radeau, la pénurie de vivres et d'eau, l'abandon du navire puis du radeau par le capitaine, la brutalité et l'ivrognerie de certains membres d'équipage, leur mutinerie, le cannibalisme et le désespoir qui mène à la folie ou au suicide. Le récit contient également quelques épisodes plus touchants, par exemple une manifestation d'amour paternel que le peintre Géricault n'a pas omise dans son tableau et qui évoque les rapports entre M. Letourneur et son fils André.

## Roman maritime et roman initiatique

### Roman maritime

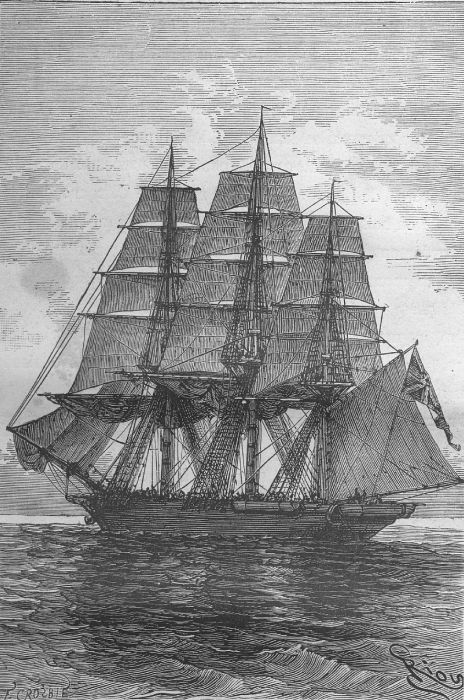
Le navire le Chancellor.

Depuis l'Odyssée d'Homère (à laquelle Verne rend ailleurs hommage à travers le capitaine Nemo, qui porte un des surnoms pris par Ulysse), les récits maritimes ou les passages consacrés à des voyages en mer et aux naufrages sont trop nombreux pour être évoqués ici. La pièce de Shakespeare, citée par un des passagers du Chancellor, montre que, au XVIe siècle, le récit du naufrage et de la tempête était déjà un stéréotype littéraire.
C'est au XIXe siècle qu'apparaît ce que l'on appelle le « roman maritime », genre qui se targue d'apporter la plus grande précision dans ses descriptions de la navigation, du vocabulaire maritime et de la vie en mer ; il se distingue donc du roman d'aventures qui aurait pour cadre la mer, tel que, par exemple, Les Aventures d'Arthur Gordon Pym, d'Edgar Allan Poe.
Cependant, on attribue parfois la naissance du roman maritime proprement dit à Fenimore Cooper. Fort de son expérience dans la marine, Cooper avait remarqué de nombreuses incongruités dans un des romans de Walter Scott, The Pirate (Le Pirate) et s'était efforcé de corriger ces erreurs techniques tout en gardant la qualité romanesque des œuvres du britannique (très lues en Amérique) dans The Pilot (1824), puis The Red Rover (1828).
En France, Eugène Sue exploite son expérience de marin dans Kinnock (1830), El Gitano (1830), Plik et Plok (1831), Atar-Gull (1831) et La Salamandre (1832), récit d'un naufrage qui se termine de façon très noire. L'ancien marin Édouard Corbière, père du poète Tristan Corbière, met aussi à profit son expérience nautique dans une série de romans, dont le premier, Le Négrier, paru en 1832, aura une grande popularité et sera suivi de plusieurs autres romans dans la même veine.
Le frère de Jules Verne, Paul, avait été marin au long cours. Jules Verne lui-même pratiquait la navigation en amateur. Il avait une partie des compétences nécessaires pour écrire un roman maritime, et, si Le Chancellor contient peu de passages didactiques comme c'est le cas dans Vingt Mille Lieues sous les mers ou Les Enfants du capitaine Grant, c'est que le roman maritime est en soi une forme didactique et non, comme le roman d'aventures, un prétexte à des digressions instructives. Partant d'événements bien attestés par les différentes relations de naufrage, faciles à mettre en scène dans le huis clos du Chancellor, Jules Verne peut concentrer son attention sur la peinture du navire, du radeau et de la navigation. Une grande partie du drame se joue dans un affrontement contre la mer, affrontement que l'auteur décrit en employant un vocabulaire technique et précis : « Le vent commence à souffler du nord-est avec une certaine violence, et le Chancellor, sous ses huniers au bas ris et sa misaine, a dû se mettre en cape courante. » Lorsque les passagers font la connaissance de phénomènes naturels extraordinaires, ce n'est plus en simples spectateurs curieux, éclairés par quelque commentateur savant, mais en victimes potentielles : « Quelquefois, de longs filaments, enlevés par le vent, se contournent aux cordages ainsi que des sarments de vigne folle, et forment un berceau de verdure tendu d’un mât à l’autre. De ces longues algues — interminables rubans qui ne mesurent pas moins de trois ou quatre cents pieds — il en est qui vont s’enrouler jusqu’à la pomme des mâts comme autant de flammes flottantes. » 
Le narrateur, manifestement au fait de la navigation, émaille même ses rapports de notes mystérieuses pour les non-initiés, que Verne ne cherche pas à développer comme il le fait dans d'autres romans : « Nous aurons une belle marée de syzygie. » Cette intrication étroite du drame et de la science nautique a fait dire au physicien Étienne Klein que le roman était un « authentique traité sur la suspension ».
Contrairement aux autres ouvrages de Jules Verne, Le Chancellor contient donc très peu de passages didactiques. Une des rares exceptions est une conversation qui, comme souvent chez Jules Verne, est propice à l'échange d'informations savantes. Le passage au large des Bermudes est l'occasion d'évoquer leur relief et leur climat, mais également les auteurs qui les ont rendues célèbres : le poète irlandais Thomas Moore (1779-1852), qui avait été en poste aux Bermudes, et William Shakespeare, qui y situe l'action de La Tempête. 
On peut citer également le passage où le bateau s'échoue sur un îlot basaltique et où les passagers descendent à terre pour en examiner le relief qui évoque la grotte de Fingal sur l'île rocheuse de Staffa. Jules Verne avait visité cette grotte qu'il mentionne également dans Le Rayon vert.

### Roman initiatique
Le Chancellor n'est pas seulement un roman maritime, c'est aussi un parcours initiatique destiné à mettre en valeur les qualités héroïques d'hommes et de femmes placés dans des situations extrêmes, modèles rédempteurs pour le narrateur qui lui permettent de se ressaisir au moment où il touche le fond de l'abîme. Les événements qui s'abattent sur le Chancellor ressemblent à une série d'épreuves destinées à tester les qualités humaines des vingt-huit personnes à bord, éliminant petit à petit ceux qui ne se montrent pas à la hauteur de leur humanité.

#### Le huis clos
Le naufrage de la Méduse avait frappé les esprits à cause du grand nombre de victimes. Jules Verne sacrifie ici l'ampleur à l'intensité du drame. Les personnages ne sont pas des anonymes perdus dans la foule mais des figures bien dessinées, dont le caractère, plus que le hasard, fixe la destinée. 
« Nous sommes vingt-huit personnes à bord, vingt-huit victimes peut-être », note le narrateur lorsque l'incendie menace le Chancellor. Après la mort de Ruby qui se jette dans les flammes, celle du capitaine, de M. Kear et de trois matelots noyés pour avoir voulu s'enfuir et celle de Mrs Kear, il note de nouveau : « Nous ne sommes plus que vingt-deux à bord. De combien ce nombre va-t-il encore se réduire ? »
Tandis que la communauté des hommes se rétrécit comme peau de chagrin, l'espace fait de même, exacerbant les tensions du huis clos ; deux marins et un novice, perdant la tête, se jettent à la mer et le narrateur note : « Nous sommes donc dix-huit encore — dix-huit sur ce radeau qui forme une sorte de quadrilatère irrégulier, mesurant environ quarante pieds de long sur vingt de large. » Un peu plus tard, comme il l'avait fait au départ de Charleston, il compose une nouvelle liste des passagers et remarque : « Nous ne sommes plus que seize sur le radeau, c’est-à-dire que près de la moitié de ceux qui se sont embarqués à bord du Chancellor a déjà disparu ! » Le décompte s'accélère : « Nous ne sommes plus que quatorze ! Le lieutenant Walter a expiré entre mes bras. » « Nous ne sommes plus que onze à bord. » Puis vient le moment où le narrateur commence à avoir du mal à compter et annonce : « Ce doit être onze, depuis que Jynxtrop a péri. Demain, ils ne seront plus que dix, je serai mort. » La dernière liste de noms est celle, macabre, qui doit permettre le tirage au sort de celui qui sera mangé.
Il y a déjà eu du cannibalisme à bord, mais sur un cadavre, et encore, tous n'y ont pas participé. Il s'agit maintenant de sacrifier délibérément un des leurs. Il y a dans cette ultime transgression une ambiguïté que Jules Verne souligne. En acceptant le tirage au sort, chacun des onze survivants accepte au fond de faire don de lui-même à la communauté. Aucun ne s'oppose au sacrifice tant qu'il est dans la situation altruiste d'en être la victime. Mais, dès lors que, la victime désignée, il faut passer à l'exécution, les dix autres survivants se retrouvent dans la situation de bourreaux ; le groupe se divise alors en deux factions : ceux qui acceptent de devenir les sacrificateurs et ceux qui refusent.

#### La rédemption du narrateur
Dans la première partie du roman, le narrateur porte des jugements sans appel sur ses compagnons de voyage et n'a pas de difficultés à se sentir supérieur à eux. Petit à petit, cependant, il découvre en lui des faiblesses que rend encore plus évidentes la fermeté de ses compagnons. Angoissé par la présence de l'explosif, il en vient à souhaiter le pire, tandis que Kurtis et l'ingénieur Falsten refusent de perdre leur temps en se faisant du souci pour quelque chose qu'ils ne peuvent empêcher. Il a beau résister, il convient que la faim opère sur lui une terrible métamorphose bestiale : « Je rampe ainsi dans tous les coins, me guidant à l’odorat, comme un limier. » Après l'omophagie, le vol et l'automutilation (« Je tranche une veine. Le sang ne sort que goutte à goutte, et me voilà me désaltérant à cette source de ma vie. »), il n'y a plus qu'un pas vers l'anthropophagie qu'il est prêt à franchir, contrairement à d'autres survivants. Parmi ces derniers les plus déterminés à s'y opposer sont l'infirme André et l'orpheline miss Herbey. Or, c'est au moment où, dans un sursaut, il vole au secours du vieux M. Letourneur qu'il échappe au huis clos mortifère du radeau pour se retrouver non pas dans l'eau salée de l'océan, mais dans l'eau douce et rédemptrice de l'Amazone : « Les bêtes féroces de tout à l’heure lèvent les bras au ciel. »

## Réception
Le roman est traduit en anglais par George M. Towle sous le titre The Wreck of the Chancellor (Le Naufrage du Chancellor) en 1875 et paraît chez James R. Osgood and Company à Boston. L'édition anglaise de 1894 porte le titre The Survivors of the Chancellor (Les Survivants du Chancellor). Le livre est réédité plusieurs fois.
En Allemagne, il connaît également plusieurs traductions sous des titres différents : en 1876 il paraît sous le titre Katastrophe im Atlantik. Suivront Der Chancellor (Tagebuch des Passagiers J.R. Kazallon) ; Sprengstoff im Schiff ; Der Schiffbruch der Chancellor. La dernière édition allemande du roman date de 1988 et porte le titre de Die letzte Fahrt der Chancellor.

## Édition récente
- Jules Verne, Le Chancellor, illustré par Ludovic Debeurme, préface d'Étienne Klein, coll. « Les mondes connus et inconnus », coéditions Actes Sud Junior et Ville de Nantes, 2004  (ISBN 9782742752409) La quatrième de couverture indique : « La préface d'Étienne Klein éclaire comment Jules Verne dans ce roman met le temps sous tension, dans une "immédiateté brûlante du présent" qui met à nu les êtres. »